# Laveno-Mombello
Laveno-Mombello est une commune italienne de la province de Varèse dans la région Lombardie en Italie.

## Toponyme
La première partie vient du latin Labes (glissements de terrain), avec l'ajout du suffixe -ena ou du nom latin de la personne Labienus. 
La deuxième partie est un composé de Monte (en amont) et bello (beau).

## Administration
| Période                                  | Période | Identité               | Étiquette     | Qualité    |
| ---------------------------------------- | ------- | ---------------------- | ------------- | ---------- |
| 05/04/2005                               | 2010    | Ercole Alberto Ielmini | Centre gauche | enseignant |
| Les données manquantes sont à compléter. |         |                        |               |            |

### Hameaux
Capo di Sotto, Bostano, Casanova, Ceresolo, Corte, Canton de Ambrosis, Somisso, Mulini, Rebogliano, Le Motte, Ponte, Brugnolo, Cerro, Laveno, Mombello, C.na Orcel, Valdinaca, Brenna, Cà Bruciata, Acquanegra, Villa Tarlarini, la Darsena, Profarè, Gangelli, Le Motte, Rocca, San Michele, San Clemente, Monte Canese, Monte Brianza, Poleggio, C.na Torbiera, Villa Pace, C.na Ronco, Monteggia, Punta San Michele, Casere, la Cappelletta, Monte Cristo, Punta delle Ulive, il Campanile, Monte Sasso del Ferro, Poggio Sant'Elsa, Cujaga, Prataccio, Mulini, La Verbano.